# Katarzyna de Lazari-Radek
Katarzyna Anna de Lazari-Radek (ur. 7 sierpnia 1975) – polska filozofka i etyczka, doktor habilitowany filozofii, profesorka Uniwersytetu Łódzkiego w Instytucie Filozofii. W kadencji 2024–2028 zajmuje stanowisko prorektorki ds. umiędzynarodowienia nauki i kształcenia.
Prelegentka seminarium letniego etyki utylitarystycznej w European Graduate School i doktoranckiego seminarium wiosennego w Dutch Research School of Philosophy. Najbardziej znana przez swój wkład w filozofię utylitarystyczną we współpracy z australijskim filozofem Peterem Singerem.

## Życiorys
Uzyskała podwójne magisterium na Uniwersytecie Łódzkim: w 2000 filologii angielskiej i w 2001 filozofii. W 2007 uzyskała stopień doktora na podstawie rozprawy Dobro i rozum w filozofii moralnej Henry Sidgwicka (promotor prof. Andrzej Kaniowski), zaś w 2022 stopień doktora habilitowanego na podstawie monografii Godny pożądania stan świadomości. O przyjemności jako wartości ostatecznej (Wydaw. UŁ, 2021).

## Działalność naukowa

### Utylitaryzm
Współpracując z Singerem w latach 2012, 2014 i 2016, postanowiła wyjaśnić i bronić pojęcia utylitaryzmu oraz zaproponować rozwiązanie „najgłębszego problemu etyki” postawionego w XIX wieku przez brytyjskiego filozofa Henry’ego Sidgwicka: pozornej racjonalności zarówno egoizmu etycznego jak i utylitaryzmu. De Lazari-Radek i Singer użyli argumentu ewolucyjnego, aby odrzucić egoizm, ale pozostawiając utylitaryzm. W tomie 3 książki On what matters, Oksfordzki filozof Derek Parfit (1942–2017) wyraził pogląd, że ich argument przeciwko racjonalności egoizmu miał „pewną siłę”, chociaż, jak przyznają sami Lazari-Radek i Singer, nie jest on „rozstrzygający”.
W recenzji książki de Lazari-Radek i Singera, The Point of View of the Universe: Sidgwick and Contemporary Ethics (2014), filozof Bart Schultz, dyrektor Civic Knowledge Project na Uniwersytecie Chicagowskim, opisuje de Lazari-Radek jako „wschodzącą gwiazdę (…) utylitaryzmu filozoficznego”, stwierdzając, że ich „książka może równie dobrze reprezentować najbardziej znaczące oświadczenie i obronę utylitaryzmu od XIX wieku, czasu klasycznych utylitarystów Benthama, Milla i Sidgwicka."
De Lazari-Radek czerpie również ze współczesnych myślicieli, takich jak Parfit, który sklasyfikował pogląd jej i Singera, że mamy najwięcej powodów, aby robić to, co byłoby bezstronnie najlepsze, jako formę „racjonalnej bezstronności”.
W lipcu 2017 roku ukazała się druga wspólna książka de Lazari-Radek i Singera Utilitarianism: A Very Short Introduction, o której Jeff McMahan, profesor filozofii moralnej na Uniwersytecie Oksfordzkim, powiedział: „Napisana z charakterystyczną jasnością przez uznanych spadkobierców twórców utylitaryzmu, dyskusja autorytatywna, życzliwa, ale nie bezkrytyczna i niezwykle wszechstronna – jednym słowem, idealna”.

### Hedonizm
De Lazari-Radek wyjaśnia swoje normatywne stanowisko jako utylitarystyczny hedonizm. Podczas współpracy nad The Point of View of the Universe przekonała Singera do porzucenia utylitaryzmu preferencji na rzecz hedonizmu. W dwóch kolejnych książkach o dobrostanie i przyjemności (Godny pożądania stan świadomości i Philosophy of Pleasure) dokładniej bada tę kwestię.

## Działalność polityczna
W  wyborach do parlamentu europejskiego w 2019 startowała z list komitetu Wiosny z okręgu 6 (województwo łódzkie) (lista nr 2, miejsce 6). Zdobyła 2165 głosów, nie uzyskując mandatu.

## Życie prywatne
Jest córką profesora Andrzeja de Lazari i cioteczną wnuczką Iji Lazari-Pawłowskiej.
Mieszka i pracuje w Łodzi. Jest mężatką i ma dwoje dzieci. Uprawia trening siłowy.

## Publikacje
- Rationing in medicine – recenzja, 2002
- Prorok wśród swoich, 2004
- W poszukiwaniu złotego środka, 2007
- SInger kontratakuje, 2009
- Konsekwencjalizm i tajemnica: obrona ezoterycznej moralności, 2013
- The Point of View of the Universe: Sidgwick and Contemporary Ethics (z Peterem Singerem), Oxford University Press, 2014
- Utilitarianism: A Very Short Introduction (z Peterem Singerem), Oxford University Press, 2017
- What should a consequentialist promote?, The Oxford Handbook of Consequentialism, 2020
- Godny pożądania stan świadomości. O przyjemności jako wartości ostatecznej[12], 2021